# NGC 750
NGC 750 (другие обозначения — UGC 1430, KCPG 46A, MCG 5-5-34, ARP 166, ZWG 503.62, VV 189, 6ZW 123, PGC 7369) — эллиптическая галактика (E) в созвездии Треугольник.
Этот объект входит в число перечисленных в оригинальной редакции «Нового общего каталога».
Находится в приливном взаимодействии с NGC 751. NGC 750 имеет пологие кривые радиальной скорости. У обоих галактик есть асимметричные кривые дисперсии скорости. Их центры удалены друг от друга на 21 угловых секунд (10 килопарсек). Если сценарий, при котором у галактик относительная скорость так мала, что приливная связь звёздных орбит в NGC 750 и NGC 751 является доминирующей, применим, то галактики быстро столкнутся.
Галактика NGC 750 входит в состав группы галактик NGC 777. Помимо NGC 750 в группу также входят ещё 12 галактик.